# Fontaine-lès-Clerval
Fontaine-lès-Clerval település Franciaországban, Doubs megyében. Lakosainak száma 259 fő (2022. január 1.). Fontaine-lès-Clerval Pompierre-sur-Doubs, Soye, Viéthorey, Voillans, Gondenans-Montby, L’Hôpital-Saint-Lieffroy és Pays-de-Clerval községekkel határos.

## Népesség
A település népességének változása:
| Lakosok száma | 288  | 301  | 256  | 233  | 268  | 283  | 299  | 280  | 270  | 259  |
|               | 1968 | 1982 | 1990 | 2006 | 2013 | 2015 | 2017 | 2019 | 2020 | 2022 |